# Almost Blue (romanzo)
Almost Blue è un romanzo scritto da Carlo Lucarelli e pubblicato la prima volta nel 1997.

## Trama
Tra musica, delitti e una Bologna quanto mai vitale, un giovane uomo cieco ascolta attraverso il suo scanner-radio le voci della città. E, chiuso nella sua stanza, si trova al centro di una vicenda sanguinosa e incredibile, mentre dall'altro lato della città una poliziotta indaga sul caso di una serie di delitti commessi da un killer con seri problemi mentali, chiamato anche Iguana.

## Film
Nel 2000 dal libro è stato tratto un film omonimo, diretto da Alex Infascelli.

## Edizioni
- Carlo Lucarelli, Almost Blue, collana Einaudi Tascabili - Stile Libero, Einaudi, 2002,  p. 144, ISBN 88-06-14304-2.